# Hypsideroides junodi
Hypsideroides junodi är en skalbaggsart som först beskrevs av Jordan 1906.  Hypsideroides junodi ingår i släktet Hypsideroides och familjen långhorningar.
Artens utbredningsområde är Moçambique. Inga underarter finns listade i Catalogue of Life.